# Албанија на Светском првенству у атлетици на отвореном 2015.
Албанија је на Светском првенству у атлетици на отвореном 2015. одржаном у Пекингу од 12. до 30. августа учествовала  петнаести пут, односно учествовала је на свим првенствима до данас. Репрезентацију Албаније представљала је једна атлетичарка, која се такмичила у трци 1.500 м.
На овом првенству Албанија није освојила ниједну медаљу. Није било нових националних, личних и рекорда сезоне.

### Жене
| Атлетичарка | Дисциплина | Лични рекорд | Квалификација | Квалификација | Полуфинале        | Полуфинале        | Финале            | Финале       | Детаљи |
| Атлетичарка | Дисциплина | Лични рекорд | Резултат      | Место         | Резултат          | Место             | Резултат          | Место        | Детаљи |
| ----------- | ---------- | ------------ | ------------- | ------------- | ----------------- | ----------------- | ----------------- | ------------ | ------ |
| Љуиза Гега  | 1.500 м    | 4:02,63 НР   | 4:09,36       | 10. у гр. 3   | Није се пласирала | Није се пласирала | Није се пласирала | 21 / 34 (35) |        |